# Lyngby BK
Maillots
Le Lyngby Boldklub est un club danois de football basé à Lyngby-Taarbæk.

## Historique
- 1921 : fondation du club sous le nom de Lyngby BK
- 1982 : 1re participation à une Coupe d'Europe (C3, saison 1982/83)
- 1994 : le club est renommé Lyngby FC
- 2003 : le club est renommé Lyngby BK

## Palmarès et résultats

### Palmarès
| Compétitions nationales | Compétitions internationales |
| - Championnat du Danemark : - Champion (2) : 1983, 1992 - Vice-champion (3) : 1981, 1985, 1991 - Championnat du Danemark de deuxième division : - Champion (2) : 2007, 2016 - Vice-champion (2) : 1979, 2010 - Coupe du Danemark : - Vainqueur (3) : 1984, 1985, 1990 - Finaliste (2) : 1970, 1980 | - Néant                      |

## Joueurs et personnalités du club

### Présidents
Le tableau suivant présente la liste des présidents du club depuis 1929.
| Rang | Nom            | Période   |
| ---- | -------------- | --------- |
| 1    | Sofus Andersen | 1929-1931 |
| 2    | Axel Rasmussen | 1931-1934 |
| 3    | Oluf Palle     | 1934-1946 |
| 4    | Kaj Jørgensen  | 1946-1956 |

| Rang | Nom             | Période   |
| ---- | --------------- | --------- |
| 5    | Poul Larsen     | 1956-1970 |
| 6    | Børge Hess      | 1970-1972 |
| 7    | Hans Aage Bruun | 1972-1976 |
| 8    | Villy V. Jensen | 1976-1980 |

| Rang | Nom                 | Période   |
| ---- | ------------------- | --------- |
| 9    | Herluf Nielsen      | 1980-1989 |
| 10   | Axel Thulesen       | 1989-1998 |
| 11   | Poul Friis Jepsen   | 1998-1999 |
| 12   | Hans Bjerg-Pedersen | 1999-2003 |

| Rang | Nom                | Période   |
| ---- | ------------------ | --------- |
| 13   | Erling Nielsen     | 2003-2006 |
| 14   | Søren 'Mål' Jensen | 2006      |
| 15   | Mikkel Sørensen    | 2006-2010 |
| 16   | Jørgen Lykke       | 2010-     |

### Entraîneurs
Le tableau suivant présente la liste des entraîneurs du club depuis 1981.
| Rang | Nom              | Période   |
| ---- | ---------------- | --------- |
| 1    | Jørgen Hvidemose | 1981-1987 |
| 2    | Hans Brun Larsen | 1987      |
| 3    | Kim Lyshøj       | 1987-1990 |
| 4    | Kent Karlsson    | 1991-1992 |

| Rang | Nom               | Période   |
| ---- | ----------------- | --------- |
| 5    | Michael Schäfer   | 1992-1995 |
| 6    | Benny Lennartsson | 1995-1998 |
| 7    | Poul Hansen       | 1998-2001 |
| 8    | Hasse Kuhn        | 2001-2003 |

| Rang | Nom               | Période   |
| ---- | ----------------- | --------- |
| 9    | Bent Christensen  | 2003-2005 |
| 10   | Kasper Hjulmand   | 2006-2008 |
| 11   | Henrik Larsen     | 2008-2009 |
| 12   | Niels Frederiksen | 2009-2013 |

| Rang | Nom                       | Période   |
| ---- | ------------------------- | --------- |
| 13   | Johan Lange               | 2013      |
| 14   | Jack Majgaard             | 2013-2015 |
| 15   | Søren Hermansen (intérim) | 2015      |
| 16   | David Nielsen             | 2015-     |